# شعبان محمد إسماعيل
شعبان محمد إسماعيل (12 رجب 1358 هـ- يوم الجمعة 18 ذو القعدة 1443هـ = 28 أغسطس 1939- يوم الجمعة 17 يونيو 2022م) هو الشيخ المقرئ الدكتور المولود في قرية الخطارة بمحافظة الشرقية وعضو مراجعة المصاحف والمدرس في جامعة الأزهر وجامعة أم القرى.

## نشأته وتعلمه
ولد في قرية الخطارة التابعة لمركز فاقوس بمحافظة الشرقية بجمهورية مصر العربية في 12 رجب 1358هـ= 28 أغسطس 1939.
التحق بمعهد القراءات بالأزهر عام 1952م وكانت مدة الدراسة بالمعهد ثمان سنوات حتى حصل فيها على شهادة (التخصص) في القراءات العشر الكبرى وعلوم القرآن.
ولم يكن للمعهد حينذاك دراسات جامعية والذي يتخرج منه يعمل مدرساً للتجويد والقرآن والقراءات وبالمعاهد الأزهرية فعمل مدرساً بها.
ثم فتح عام 1964م القسم العالي للدراسات الإسلامية والعربية تابعاً لكلية الشريعة بجامعة الأزهر فالتحق به حتى حصل على (الإجازة العالية) في الدراسات الإسلامية والعربية منه عام 1969م.
ثم حصل على الماجستير في أصول الفقه من كلية الشريعة والقانون بجامعة الأزهر بتقدير ممتاز عام 1972م.
ثم حصل عام 1395هـ= 1975م على الدكتوراه في أصول الفقه من كلية الشريعة والقانون بجامعة الأزهر بمرتبة الشرف الأولى مع التوصية بالطبع وتداولها مع الجامعات الأخرى.
وكانت رسالته للدكتوراه هي تحقيق معراج المنهاج شرح منهاج البيضاوي لمحمد بن يوسف الجزري المتوفى 711هـ.
درّس التجويد والقراءات بالمعاهد الأزهرية كما سبق ثم في كلية الدراسات الإسلامية والعربية بجامعة الأزهر [القسم العالي سابقاً]، حتى وصل إلى درجة أستاذ ورئيس لقسم الشريعة الإسلامية ووكيل لكلية الدراسات الإسلامية والعربية.
عمل في خارج مصر في كلية التربية بجامعة الملك عبد العزيز فرع المدينة المنورة في المملكة العربية السعودية والجامعة الإسلامية بأم درمان وجامعة قطر وعمل أيضاً أستاذاً لأصول الفقه والقراءات بالدراسات العليا في كليتي الشريعة والدعوة وأصول الدين بجامعة أم القرى.
عضو في لجنة مراجعة المصاحف بمجمع البحوث الإسلامية بالأزهر ولجنة موسوعة الفقه الإسلامي بالمجلس الأعلى للشؤون الإسلامية بمصر.
أقرأ القرآن الكريم بالقراءات وبرواية حفص عن عاصم.

## شيوخه
قرأ القراءات العشر الصغرى أي من طريق الشاطبية والدرة على محمد إسماعيل الهمداني وهو قرأ على أحمد عبد العزيز الزيات.
وقرأ القراءات العشر الكبرى أي من طريق طيبة النشر على حسن بن أحمد المري وهو قرأ على أحمد عبد العزيز الزيات.
ومن شيوخه في معهد القراءات وقرأ عليهم بعض القرآن بالقراءات العشر الكبرى أي من طريق طيبة النشر أحمد عبد العزيز الزيات.

## مؤلفاته
الكتب:
1. المدخل لدراسة القرآن والسنة والعلوم الإسلامية، دار الأنصار، القاهرة
2. المدخل إلى علم القراءات، دار سالم، مكة المكرمة
3. الأحاديث القدسية ومنزلتها في التشريع، دار المريخ، الرياض
4. الثقافة الإسلامية في ضوء القرآن والسنة، دار المريخ، الرياض
5. مصادر التشريع الإسلامي وموقف العلماء منها، دار المريخ، الرياض
6. أصول الفقه تاريخه ورجاله، دار السلام، القاهرة
7. من خصائص الرسول وشمائله، دار المريخ، الرياض
8. القراءات أحكامها ومصادرها، رابطة العالم الإسلامي، مكة المكرمة
9. رسم المصحف وضبطه بين التوقيف والاصطلاحات الحديثة، دار السلام، القاهرة
10. تهذيب شرح الإسنوي في أصول الفقه، المكتبة الأزهرية للتراث
11. نظرية النسخ في الشرائع السماوية، دار السلام، القاهرة
12. قول الصحابي وأثره في الفقه الإسلامي، دار السلام، القاهرة
13. التشريع الإسلامي مصادره وأطواره، النهضة المصرية، القاهرة
14. دراسات حول القرآن والسنة، النهضة المصرية، القاهرة
15. دراسات حول الإجماع والقياس، النهضة المصرية، القاهرة
16. العبادة في الإسلام مفهومها وخصائصها، الكليات الأزهرية
17. الإسلام وموقفه من الشرائع السابقة، دار الفكر، القاهرة
18. الدعاء المقبول شروطه وآدابه، المتنبي، الدوحة
19. الاستحسان بين النظرية والتطبيق، دار الثقافة، الدوحة
20. الإمام الشوكاني ومنهجه في أصول الفقه، دار الثقافة، الدوحة
21. أصول الفقه الميسر، دار الكتاب الجامعي، القاهرة
22. المدخل لدراسة أصول الفقه، الفيصلية، مكة المكرمة
23. حجية خبر الآحاد في العقيدة، القاهرة
24. الاجتهاد الجماعي ودور المجامع الفقهية في تطبيقه، دار البشائر الإسلامية ودارالصابوني
25. مع القرآن الكريم في رسمه وضبطه وأحكام تلاوته.
26. علوم القرآن نشأته وأطواره.
27. الجهاد في الإسلام أحكامه وأهدافه.

التحقيق:
1. معراج المنهاج شرح منهاج الوصول للجزري القاهرة
2. تفسيرالجلالين، الشمرلي، القاهرة
3. الإبهاج في شرح المنهاج للسبكي وولده، الكليات الأزهرية
4. تلخيص الحبير للحافظ ابن حجر، الكليات الأزهرية
5. شرح مختصر المنار في أصول الفقه للكوراني، دار السلام القاهرة
6. إرشاد الفحول إلى تحقيق الحق من علم الأصول للشوكاني، دار السلام، القاهرة
7. إتحاف فضلاء البشر بالقراءات الأربعة عشر للدمياطي، الكليات الأزهرية
8. الناسخ والمنسوخ في القرآن الكريم لأبي جعفر النحاس، عالم الفكر بالقاهرة
9. العقد الفريد في فن التجويد للشيخ أحمد علي صبرة، المكتبة الأزهرية للتراث
10. روضة الناضر وجنة المناظر لابن قدامة، المكتبة المكية
11. نهاية السول في شرح منهاج الوصول للإسنوي، دار ابن حزم
12. هداية الراغب لشرح عمدة الطالب للشيخ عثمان بن أحمد النجدي، مكتبة إحياء التراث الإسلامي، مكة المكرمة.